# Mount Neustruyev
Mount Neustruyev (englisch, russisch Гора Неуструева Gora Neustrujewa, norwegisch Neustruevfjellet) ist ein 2900 m hoher Berg im ostantarktischen Königin-Maud-Land. Er ragt 8 km nordnordöstlich des Gneiskopfs in der Südlichen Petermannkette des Wohlthatmassivs auf.
Entdeckt und erstmals kartiert wurde der Berg bei der Deutschen Antarktischen Expedition 1938/39 unter der Leitung des Polarforschers Alfred Ritscher. Norwegische Kartografen nahmen anhand von Luftaufnahmen und Vermessungen der Dritten Norwegischen Antarktisexpedition (1956–1960) eine neuerliche Kartierung vor. Teilnehmer einer sowjetischen Antarktisexpedition (1960–1961) benannten ihn nach dem sowjetischen Geografen Sergei Semjonowitsch Neustrujew (1874–1928). Das Advisory Committee on Antarctic Names übertrug diese Benennung 1970 ins Englische. Wissenschaftler des Norwegischen Polarinstituts übertrugen sie 1991 ins Norwegische.